# Jarosław Łabieniec
Jarosław „China” Łabieniec (ur. 1974 w Kętrzynie) – polski muzyk, gitarzysta i kompozytor. Jarosław Łabieniec znany jest ze współpracy z zespołem thrash-death metalowym Vader, którego był członkiem w latach 1991-1997. Wraz z grupą nagrał album studyjny pt. De Profundis (1995) oraz kilka pomniejszych wydawnictw. W latach późniejszych współtworzył supergrupę Nyia. Był także gitarzystą koncertowym w składzie zespołu Sweet Noise. Jarek Łabieniec współpracował także z zespołami Dies Irae, Impurity i Larva. W latach 2017–2022 współtworzył postprogresywny zespół muzyczny Clayseny.

## Dyskografia
- Vader – Sothis (1994, Baron Records)[4]
- Misya – Misya (1994, Loud Out Records, gościnnie)[5]
- Vader – An Act of Darkness / I.F.Y. (1995, Croon Records)[6]
- Vader – De Profundis (1995, Impact Records)[7]
- Vader – Future of the Past (1996, Koch International)[8]
- Sweet Noise – Getto (1996, Izabelin Studio, gościnnie)
- Nyia – Head Held High (2004, Candlelight Records)
- Nyia – More Than You Expect (2007, Feto Records)[9]
- Clayseny - Pure heart (2019, Moans Music)[10][11][3]